# Mautodontha
Mautodontha is een geslacht van weekdieren uit de klasse van de Gastropoda (slakken).

## Soorten
- Mautodontha (Garrettoconcha) parvidens (Pease, 1861)
- Mautodontha daedalea (Gould, 1846)
- Mautodontha rarotongensis (Pease, 1870)